# 苇子峡乡
苇子峡乡，是中华人民共和国新疆维吾尔自治区哈密市伊吾县下辖的一个乡镇级行政单位。

## 行政区划
苇子峡乡下辖以下地区：
沙依巴克恰村和乔尔乔村。